# Aeroportul Sunchales
Aeroportul Sunchales (IATA: NCJ, ICAO: SAFS) este un aeroport din Sunchales⁠(d), departamento Castellanos⁠(d), Provincia Santa Fe, Argentina.
aeroportul dispune de o singură pistă.